# Ragazer Blanken
Der Ragazer Blanken ist ein 2052 m ü. A. hoher Nebengipfel des Hochblankens in den Damülser Bergen des Bregenzerwaldgebirges. Er und liegt in der Gemeinde Damüls in Vorarlberg. Der in den Karten bezeichnete markante Gipfelpunkt beim Gipfelkreuz ist 2051 m ü. A. hoch. Der eigentliche Gipfel ist eine sanfte Erhebung, die 55 m östlich liegt und 1 m höher ist.
Nordseitig handelt es sich um einen steil abfallenden, kahlen Felsen, südseitig ist er durch einen Sessellift für das Skigebiet Damüls Mellau erschlossen. Die Bergstation der Sesselbahn Ragaz bildet dabei den höchsten Punkt des Skigebiets. Der Gipfel ist Teil eines etwa zehn Kilometer langen Gebirgsrückens, der sich im Westen von der Sünser Spitze (2061 m ü. A.) nach Osten über den Ragazer Blanken, den Hochblanken (2068 m ü. A.), die Hohe Licht (2005 m ü. A.), die Damülser Mittagsspitze (2095 m ü. A.), den Wannenkopf (2006 m ü. A.), den Gungern (2053 m ü. A.) zum Klippern (2066 m ü. A.) erstreckt. Der Gebirgsrücken fällt als Pultscholle nach Süden in Richtung Damüls eher flach ab. Im Norden sind schroff abfallende kahle Felsbänder sichtbar. Der schroffe Hang gehört zum Naturschutzgebiet Hohe Kugel - Hoher Freschen - Mellental.

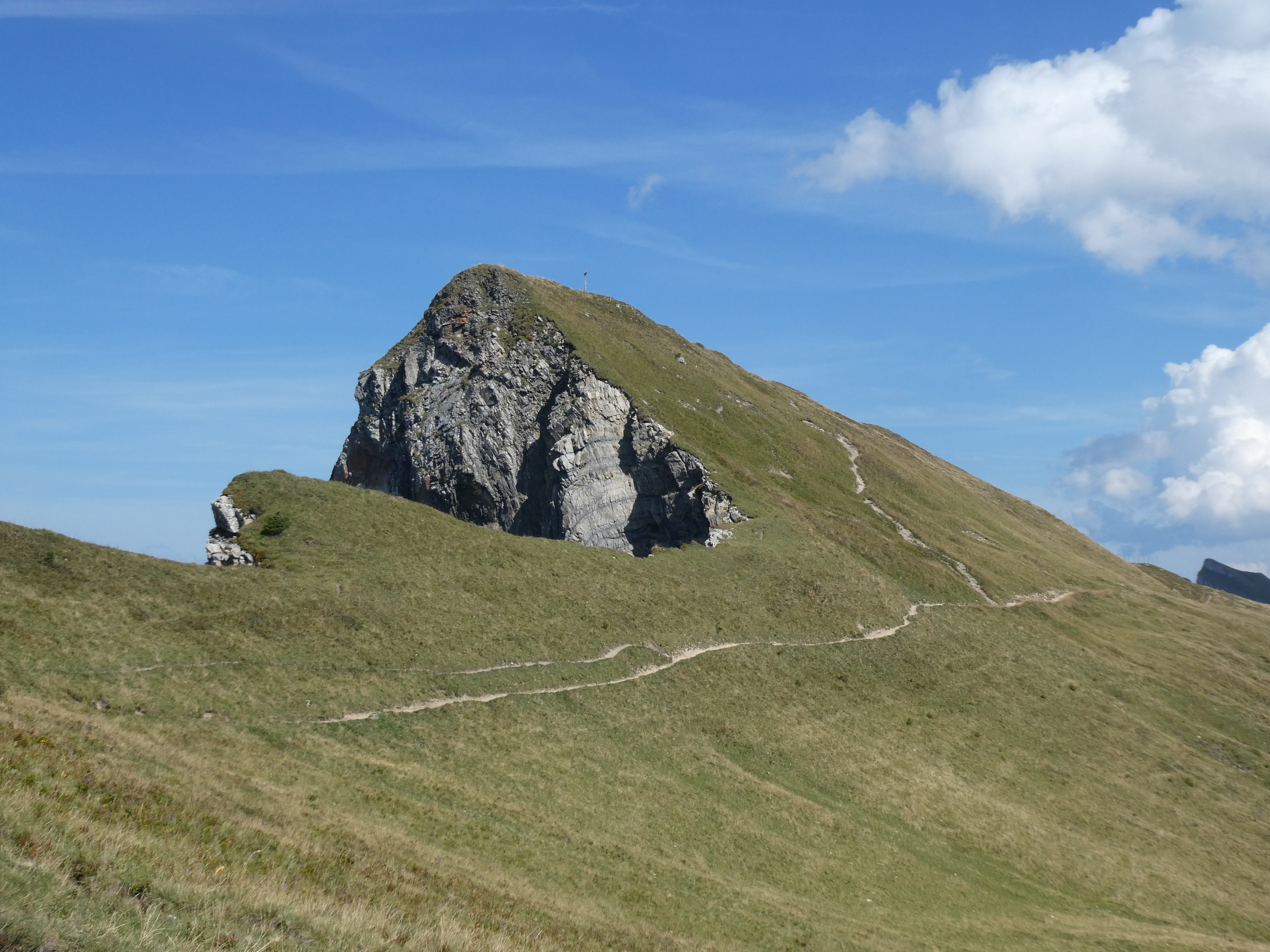
Aufstieg vom Westen
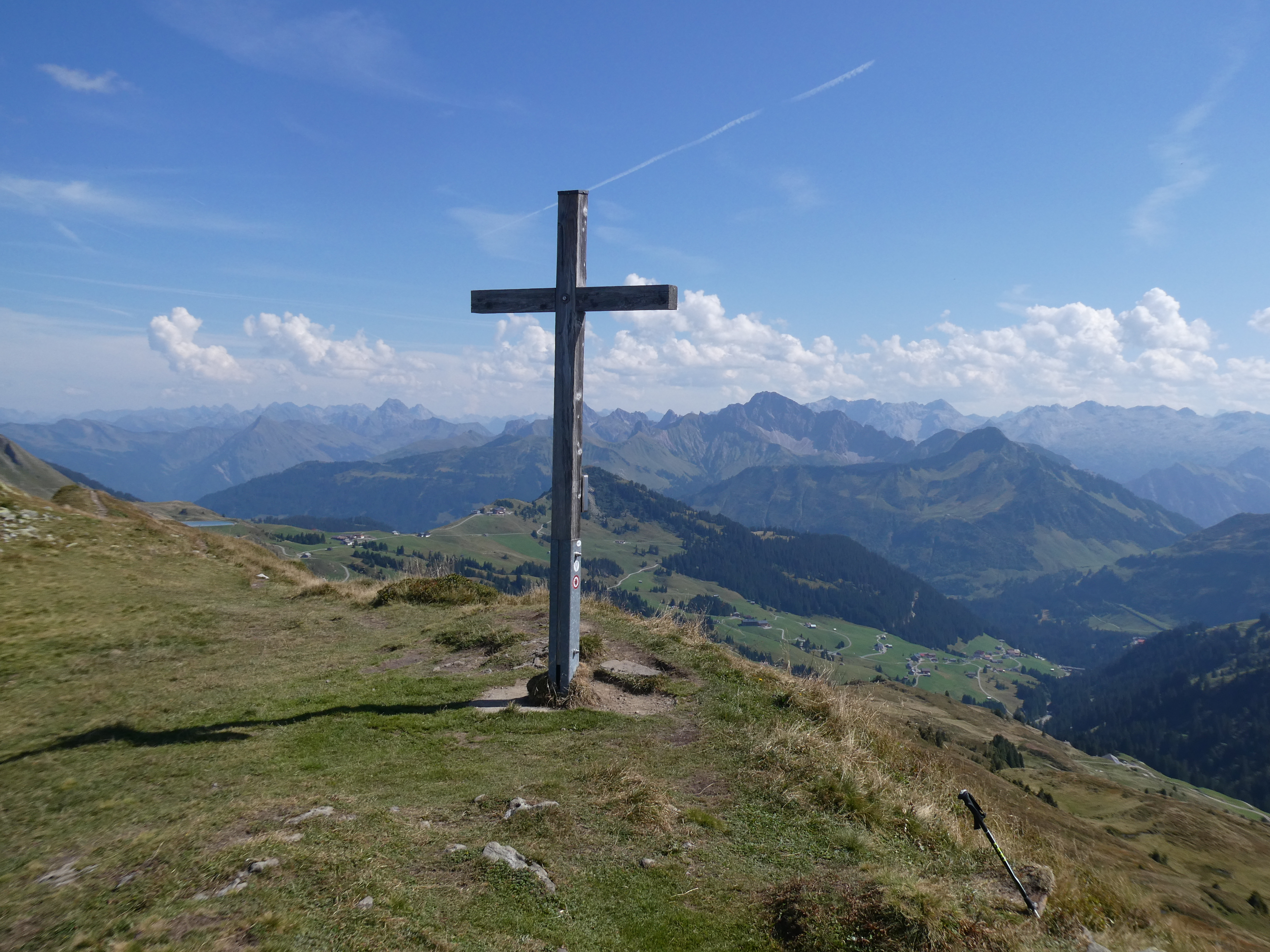
Gipfelkreuz